# Рязанський трамвай
Рязанський трамвай — скасований вид громадського транспорту в Рязані. Трамвайна лінія розташовувалася на околиці й сполучала місто з нафтопереробним заводом.
Особливістю Рязанського трамвая було те, що на момент його пуску в 1963 році в місті вже існувало тролейбусне сполучення.

## Історія
У 1960 році в передмісті Рязані побудували нафтопереробний завод в районі, де не була розвинена транспортна інфраструктура. Щодня на підприємство було необхідно доставляти тисячі людей, тому побудували трамвайну лінію. Вона проходила по вулиці Чернівецькій (тоді називалася проспект Ентузіастів), з'єднала завод з районом Міська Роща. Номери маршрутів не виставлялися. Замість них були таблички з написами: Ц-ЛІТ, ТЕЦ, ЗХВ.

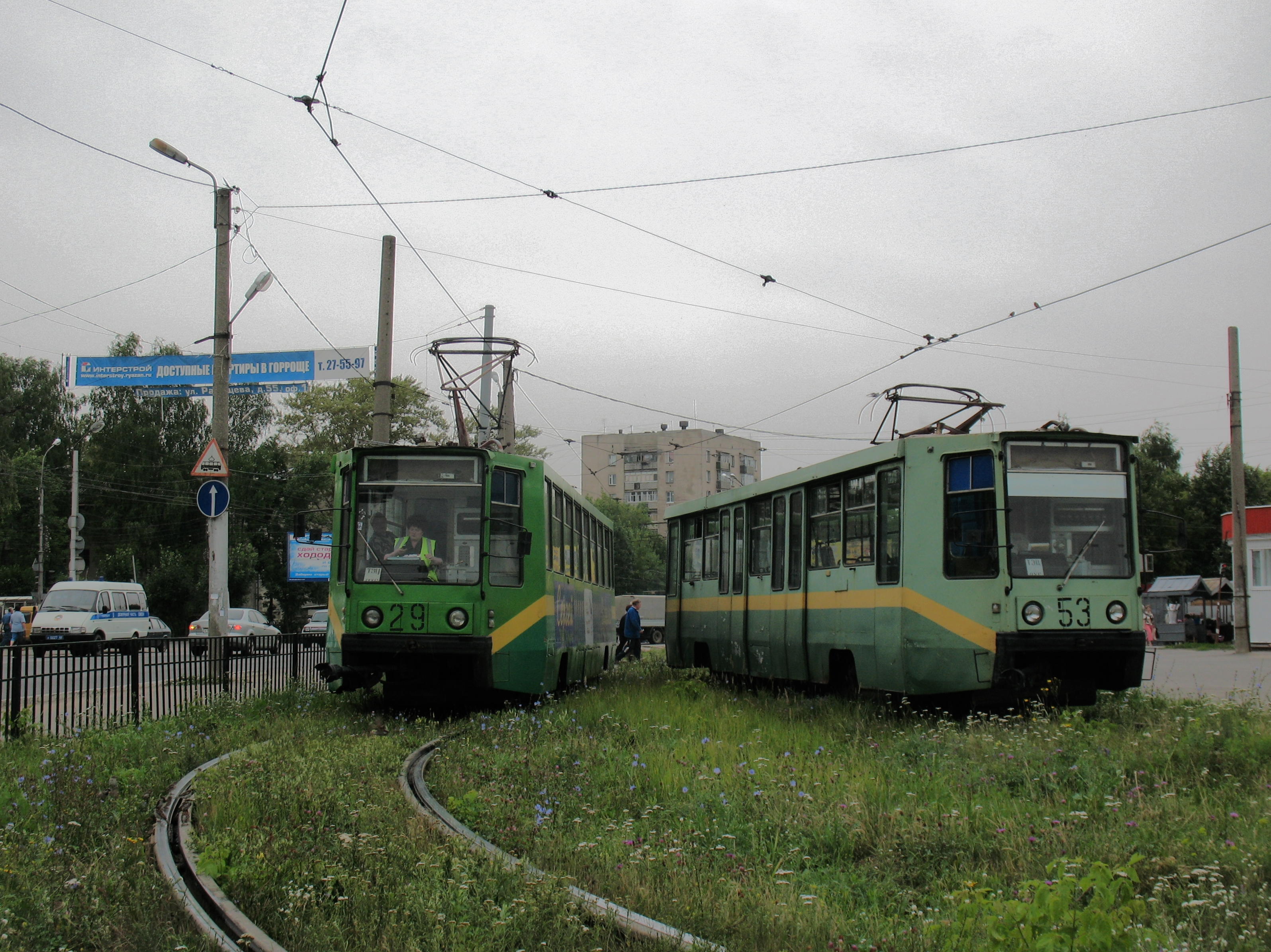
Трамваї 71-608 на кінцевій станції «Площа 50-річчя Жовтня»

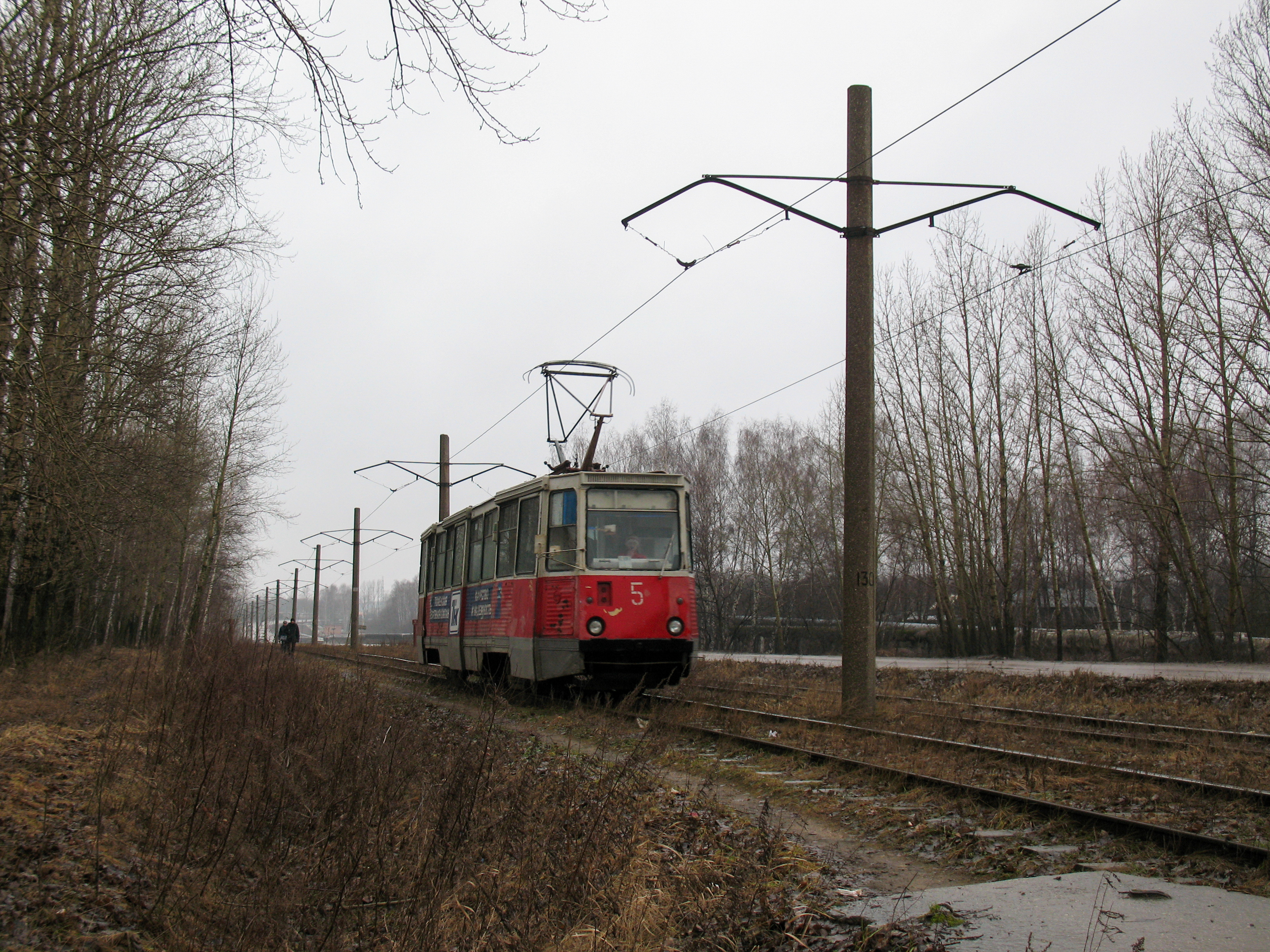
Трамвай на лінії

Лінія була побудована підприємством для власних потреб, до 1990-х років рязанський трамвай був один з підрозділів Рязанського НПЗ. Вагони слідували до кільця ТЕЦ, до далекого кільця ЗХВ вагони ходили за розкладом. У вихідні дні частина трамваїв їздила до розворотного кола Центроліт.
Спочатку на трамвайній лінії використовували вагони КТМ / КТП-2, а також невелику кількість трамваїв РВЗ-6. У 1977—1983 роках на зміну їм прийшли КТМ-5.
В кінці 1980-початку 1990-х років наполовину був оновлений рухомий склад (було закуплено 11 вагонів). З погіршенням економічної ситуації трамвай виявився на межі вимирання. У 1991 році проїзд в трамваї став коштувати 3 рублі, ніяких пільг не було. Рязанський нафтопереробний завод був куплений Тюменською нафтовою компанією. Новий власник вирішив позбутися непрофільних активів заводу, в тому числі й трамваїв. Муніципалітет не захотів приймати трамвайне господарство на свій баланс, і трамвай перетворився на комерційне підприємство ЗАТ «Рязанський трамвай». У 2006 році закрили дистанцію лінії від ТЕЦ до заводу «Хімволокно» через ліквідацією останнього.
До початку 2007 року фінансовий стан ЗАТ «Рязанський трамвай» став критичним. 25 січня трамвайний рух було зупинено. 26 січня між ЗАТ «Рязанський трамвай» і міською владою відбулася нарада, було підписано угоду про передачу трамвайного господарства у власність міста. 28 січня трамвай відновив свою роботу.
У вересні 2009 року рязанський випуск на лінію був скорочений до двох вагонів, траса трамвая була продубльована автобусним маршрутом «16А».
15 квітня 2010 року трамвайний рух в Рязані було скасовано. На момент закриття системи проїзд коштував 8 рублів. Трамвайні колії були розібрані у 2014 році. Наприкінці 2016 роки було знесено колишнє трамвайне депо, на його місці розташовується ЛШМД.

Система рязанського трамвая складалася з однієї лінії:
|  |  |  |

|  |  |  |

|  |

|  |

|  |  |  |

|  |

|  |

|  |  |  |

|  |

|  |

|  |

|  |  |  |

|  |  |  |

|  |

|  |

|  |

|  |

|  |

|  |

|  |  |  |

|  |  |  |

|  |

|  |

|  |

|  |  |  |

|  |  |  |

|  |  |  |

|  |  |  |

|  |

|  |

|  |  |  |

|  |

|  |

|  |  |  |

|  |

|  |

|  |

|  |  |  |

|  |  |  |

|  |

|  |

|  |

|  |

|  |

|  |

|  |  |  |

|  |  |  |

|  |

|  |

|  |

|  |  |  |

|  |  |  |

|  |  |  |

|  |  |  |

|  |

|  |

|  |  |  |

|  |

|  |

|  |  |  |

|  |

|  |

|  |

|  |  |  |

|  |  |  |

|  |

|  |

|  |

|  |

|  |

|  |

|  |  |  |

|  |  |  |

|  |

|  |

|  |

|  |  |  |

|  |  |  |

|  |  |  |

|  |  |  |

|  |

|  |

|  |  |  |

|  |

|  |

|  |  |  |

|  |

|  |

|  |

|  |  |  |

|  |  |  |

|  |

|  |

|  |

|  |

|  |

|  |

|  |  |  |

|  |  |  |

|  |

|  |

|  |

|  |  |  |

|  |  |  |

Відгалуження в бік депо розташовувалося між зупинками Трамвайне депо і Школа на вулиці Гоголя.

## Рухомий склад
- КТМ / КТП-2 (з 1963 по 1977—1981 роки)
- РВЗ-6 (з 1971—1973 по ? роки)
- КТМ-5 (з 1977—1981 року по 2010 рік)
- 71-608К (з 1994 року по 2010 рік)

## Перспективи розвитку
У генеральному плані розвитку міста Рязані передбачена побудова і відкриття системи швидкісного трамвая.
У квітні 2010 року начальник управління економічного розвитку Адміністрації міста підтвердив, що будівництво високошвидкісної лінії метротрама включено в довгостроковий план. Прозвучала пропозиція використовувати традиційні трамвайні лінії в туристичних цілях.
6 квітня 2012 року, голова комітету Державної Думи з транспорту на виїзному засіданні в Рязані зазначив, що трамвайне сполучення в місті необхідно відродити.